# Cámara Navarra de Comercio e Industria
La Cámara de Navarra  de Comercio e Industria es un entidad asociativa de derecho público, que tiene como objetivos la representación, defensa y promoción de los intereses  de sus asociados, que son empresas radicadas en Navarra pertenecientes al comercio, la industria y los servicios.

## Historia
La Cámara Navarra de Comercio e Industria se constituyó en  1899 al amparo de un Real Decreto de 9 de abril de 1886 del Ministerio de Fomento sobre creación de Cámaras de Comercio. Correspondía a la Cámara  promover  el desarrollo y mejora de los distintos sectores económicos y promover y dirigir las exposiciones comerciales que se celebrasen. A lo largo de su historia la Cámara participó activamente en proyectos esenciales para el desarrollo económico de Navarra, como la ampliación de Pamplona, la mejora de los servicios del ferrocarril o la constitución de la Escuela de Enseñanzas Mercantiles. Sus principales campos de actuación han sido el comercio exterior y la internacionalización de la empresa, la formación empresarial y el asesoramiento económico, comercial y jurídico. Ángel Artola fue el  primer presidente de la Cámara 

## Órganos de Gobierno
La Cámara está gestionada, a través de sus representantes por tres Órganos de Gobierno que son elegidos por los socios  en las Asambleas ordinarias que se celebran anualmente. Estos órganos son: Pleno, Comité Ejecutivo y Presidente.
- El Pleno es el órgano supremo de gobierno y representación de la Cámara, Sus miembros son elegidos mediante  sufragio libre, igual, directo y secreto entre todos los socios de la Cámara..
- El Comité Ejecutivo es el órgano de gestión y administración de la Cámara y sus miembros son elegidos por el Pleno.
- El  Presidente es el órgano de gobierno que ostenta la representación de la Cámara y ejerce la presidencia de todos sus órganos colegiados, también es elegido por el Pleno.

## Financiación
La Cámara, obtiene sus recursos a por dos vías:  
- El Recurso Cameral Permanente, que es una aportación societaria de los miembros en función de una serie de baremos por localización y tipo de actividad, considerada una tasa parafiscal y que representa el 40% de los ingresos de la institución.
- Los recursos propios, es decir, aquellos que se producen como consecuencia de la actividad habitual de la institución mediante la prestación de servicios, o bien a través de subvenciones de distintas administraciones para la realización de proyectos o como consecuencia de los ingresos que provienen de activos financieros, alquileres o enajenación de patrimonio.

El presupuesto anual de la Cámara se aprueba por el Pleno y es aprobado asimismo por el Departamento de Industria y Tecnología, Comercio, y Trabajo del Gobierno de Navarra, como órgano tutelante.